# Abat Ajymbetow
Abat Qairatuly Ajymbetow (kasachisch Абат Қайратұлы Айымбетов Abat Qairatūly Aiymbetov, russisch Абат Кайратович Аимбетов Abat Kairatowitsch Aimbetow; * 7. August 1995 in Aral, Kasachstan) ist ein kasachischer Fußballspieler, der seit Februar 2024 beim Türkischen Verein Adana Demirspor unter Vertrag steht.

## Karriere

### Verein
Ajymbetow zog mit seiner Familie 2004 nach Aqtöbe und begann mit zehn Jahren das Fußballspielen. Seine Karriere begann er beim FK Aqtöbe, bei dem er bis 2013 in der zweiten Mannschaft eingesetzt wurde. Bereits in der Saison 2012 wurde er unter Trainer Wladimir Muchanow in der Profi-Mannschaft eingesetzt. Seinen ersten Einsatz hatte er am 23. September 2012 im Ligaspiel gegen den FK Atyrau (2:0). Am 1. Juli 2013 erhielt er schließlich einen Profivertrag bei Aqtöbe und stand in der Saison 2013 insgesamt zehn Mal auf dem Platz für Aqtöbe, wobei er beim 4:0-Heimsieg gegen Schachtjor Qaraghandy am 19. Oktober 2013 sein erstes Tor in der Premjer-Liga erzielte. Bereits in seiner ersten Profisaison konnte er mit dem Verein die kasachische Meisterschaft gewinnen. In der folgenden Spielzeit stand er in insgesamt 13 Spielen für den Verein auf dem Spielfeld. Zudem gab er sein internationales Debüt in der UEFA Champions League. Beim Heimsieg gegen Dinamo Tiflis wurde er in der 86. Minute eingewechselt; in der fünften Minute der Nachspielzeit gelang ihm der Treffer zum 3:0-Endstand.
In der Saison 2019 gehörte Ajymbetow zu den Leistungsträgern der Mannschaft. Er stand in 29 Ligaspielen auf dem Platz und erzielte dabei 16 Tore. Am Ende der Spielzeit wurde er vom kasachischen Fußballverband als bester Stürmer der Premjer-Liga ausgezeichnet und in der Torschützentabelle der Liga belegte er den dritten Platz.
Nachdem Aqtöbe die Saison auf dem letzten Tabellenplatz beendete und zur nächsten Spielzeit der Abstieg in die zweite Spielklasse anstand, wechselte Ajymbetow am 27. Januar 2020 zum bisherigen Ligakonkurrenten FK Qairat Almaty. Dort erhielt er zunächst einen Ein-Jahres-Vertrag mit der Option auf Verlängerung um ein weiteres Jahr. Sein Debüt im Trikot von Qairat gab er am ersten Spieltag der Saison 2020 im Spiel gegen den FK Taras am 7. März 2020, in dem er in der 83. Minute mit dem Siegtreffer zum 2:1 auch sein erstes Tor für den Verein erzielte. Ajymbetow konnte sich schnell als Stammkraft etablieren und stand in allen Ligaspielen der Saison für Qairat auf dem Platz. Am Ende der Spielzeit konnte er mit der Mannschaft den Gewinn der kasachischen Meisterschaft feiern; mit insgesamt zehn erzielten Toren belegte er am Ende der Saison in der Torschützenliste der Liga den zweiten Platz.
Im Februar 2021 gab dann der russische Zweitligist Krylja Sowetow Samara die Verpflichtung des Stürmers bekannt. Doch ohne ein Spiel absolviert zu haben, wurde er schon Anfang April für drei Monate an den FK Astana verliehen. Im Februar 2022 wechselt Ajymbetow ablösefrei zu FK Astana.
Im Februar 2024 wechselt Ajymbetow ablösefrei in die Türkei zu Adana Demirspor.

### Nationalmannschaft
Ajymbetow absolvierte bisher Spiele für die kasachische U-17-Nationalmannschaft und die U-21-Nationalmannschaft. Für die U-21-Männer stand er insgesamt 17 Mal auf dem Platz. Seinen ersten Einsatz hatte Ajymbetow am 4. September 2014 gegen Frankreich in der Qualifikation zur U-21-Europameisterschaft 2015. Sein erstes Tor erzielte er beim 2:1-Sieg gegen Bosnien und Herzegowina am 2. September 2015. Sein Debüt in der A-Nationalmannschaft gab er im Qualifikationsspiel zur Fußball-Europameisterschaft 2020 am 8. Juni 2019 gegen Belgien. Insgesamt absolvierte er sechs Spiele in der Qualifikation zur Europameisterschaft.

## Erfolge
- Kasachischer Meister: 2013, 2020
- Kasachischer Supercupsieger: 2014